# Dromia
Dromia (лат.) — род крабов из семейства Dromiidae. Обитают в Тихом, Атлантическом и Индийском океанах, а также в Средиземном море. Они используют для маскировки живую губку. Dromia вырезают из губки фрагмент и при помощи клешней предают ему нужную форму. Две последние пары ног короче остальных и загибаются вверх над панцирем краба, чтобы удерживать губку. Губка растёт вместе с крабом, обеспечивая постоянное укрытие. Длина карапакса до 7,5 см. Встречаются на глубине от 0 до 520 м. Донные животные. Безвредны для человека и не являются объектами промысла. Их охранный статус не определён.
Род включает 5 современных видов:
- Dromia bollorei Forest, 1974
- Dromia erythropus (George Edwards, 1771)
- Dromia marmorea Forest, 1974
- Dromia nodosa A. Milne-Edwards & Bouvier, 1898
- Dromia personata (Linnaeus, 1758)

Ещё два вида известны только по окаменелостям.

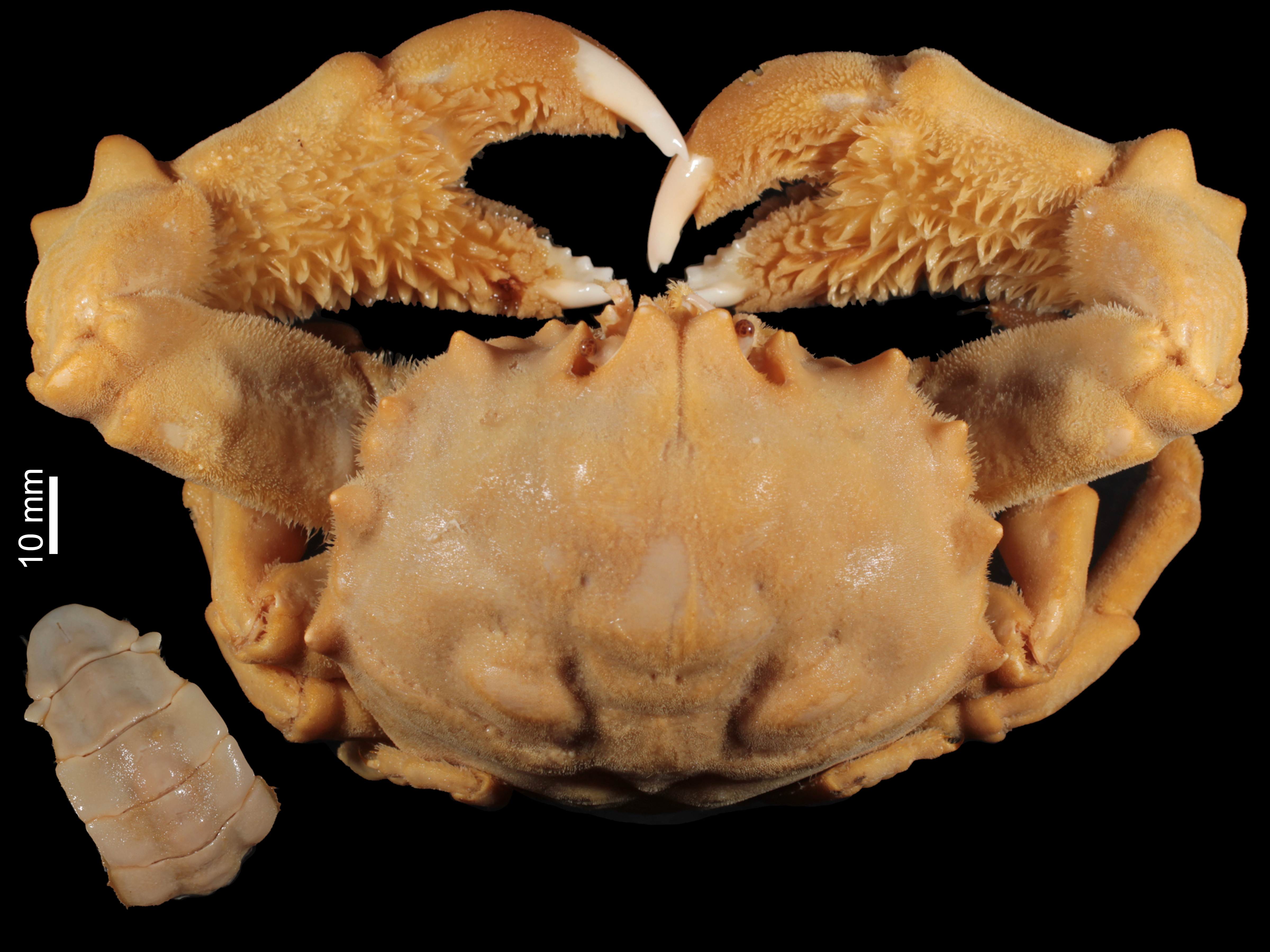
Dromia bollorei
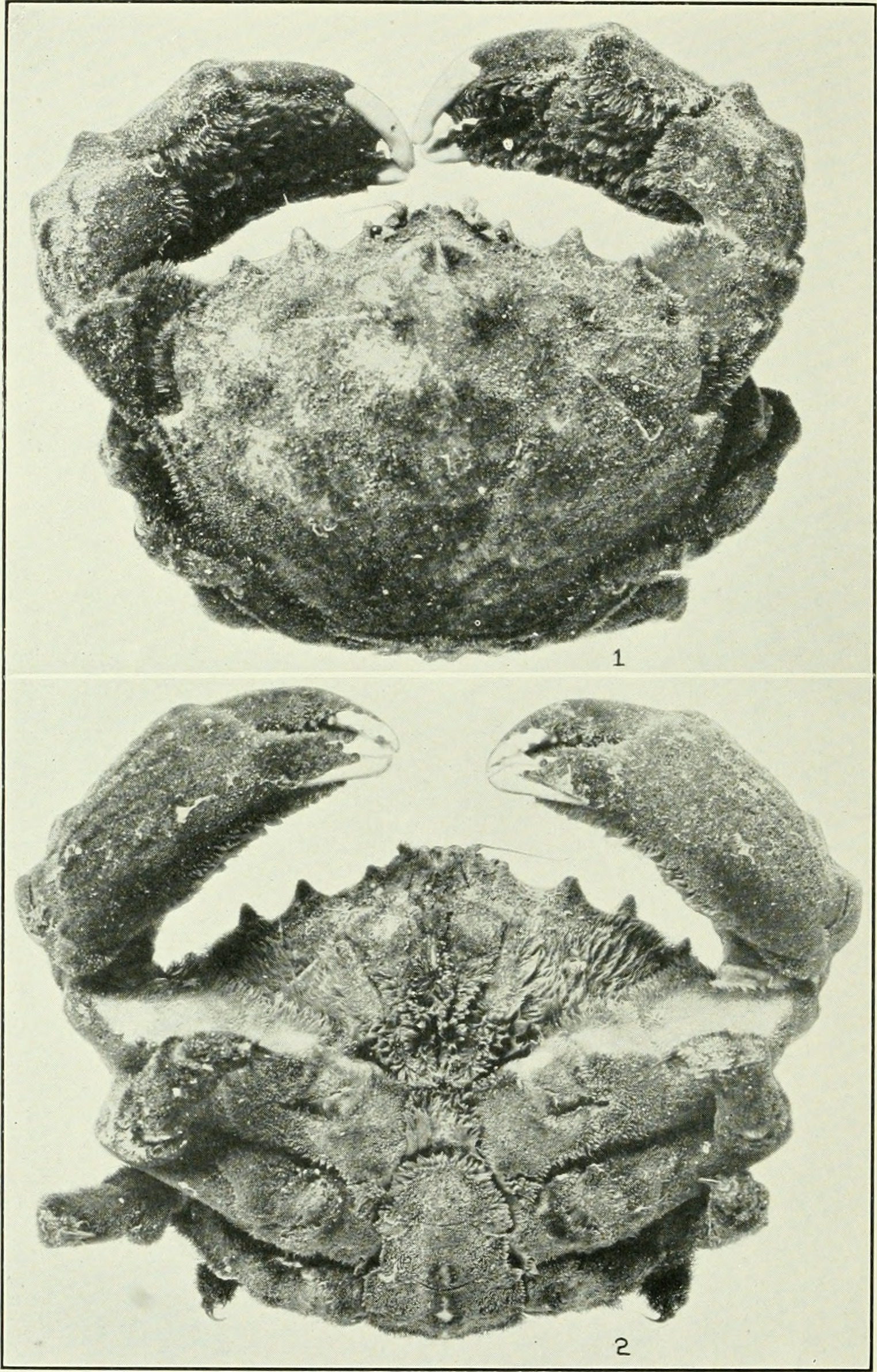
Dromia erythropus
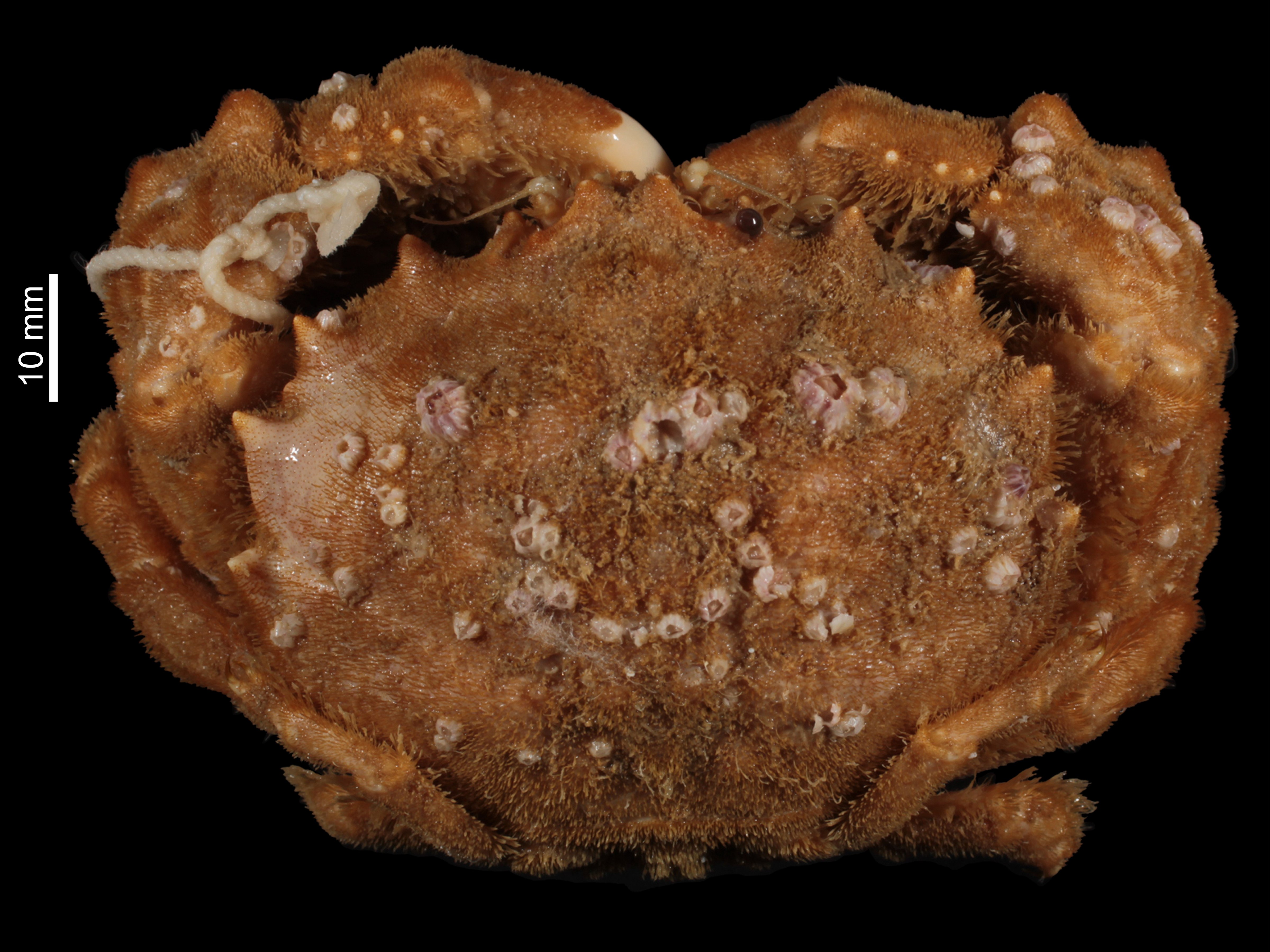
Dromia marmorea
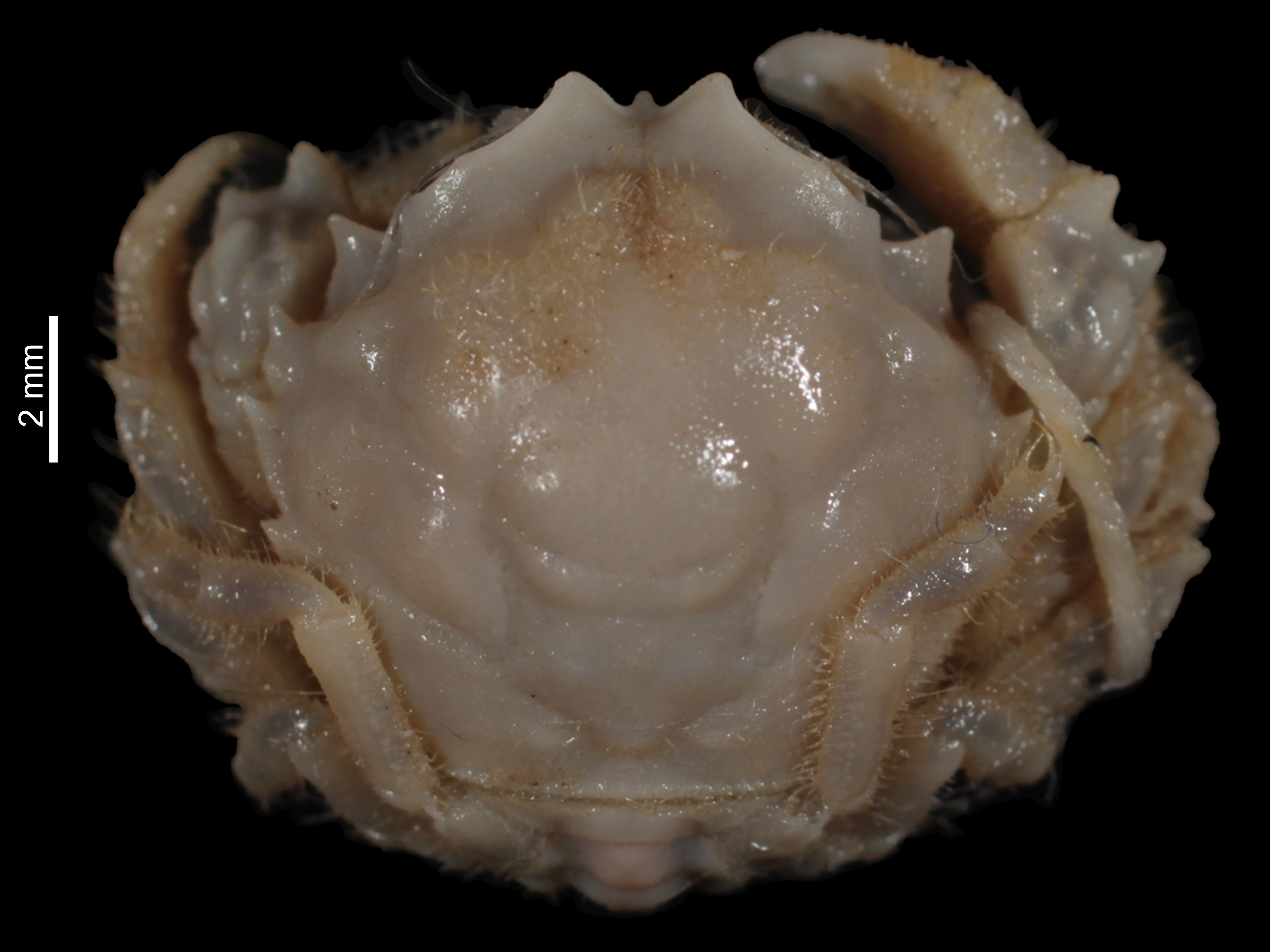
Dromia nodosa